# Chea Charany

Hoa hậu Quốc tế Campuchia 2021

Chea Charany (Khmer: ជា ឆារ៉ានី; sinh ngày 14 tháng 5 năm 1995) là một người mẫu và hoa hậu người Campuchia. Cô đăng quang Hoa hậu Quốc tế Campuchia 2022. Cô sẽ đại diện Campuchia tại Hoa hậu Quốc tế 2022.

## Tiểu sử
Charany sinh ra ở Battambang và sống ở Phnôm Pênh. Cô tốt nghiệp ngành Tài chính - Ngân hàng tại Đại học Build Bright ở Phnôm Pênh. Cô là cựu giáo viên tiếng Anh Mẫu giáo và Tiểu học tại Trường Quốc tế Hoa Kỳ, Battambang và cũng là cựu Trợ lý Quản trị Đào tạo tại Khách sạn và Sòng bạc NagaWorld.

## Các cuộc thi sắc đẹp

### Hoa hậu Campuchia 2021
Vào ngày 11 tháng 10 năm 2021, Charany bắt đầu nghĩa vụ thi hoa hậu của mình khi cô tham gia cuộc thi Hoa hậu Campuchia 2021 được truyền hình trực tiếp trên Bayon TV.
Kết thúc sự kiện, cô đăng quang Hoa hậu Quốc tế Campuchia 2021 và được thay thế bởi Kachnak Thyda Bon.

### Hoa hậu Quốc tế 2022
Charany đại diện cho Campuchia tại cuộc thi Hoa hậu Quốc tế 2022.